# 宮地村 (岐阜県揖斐郡)
宮地村（みやじむら）は、かつて岐阜県揖斐郡にあった村である。
現在の揖斐郡池田町北西部に該当し、粕川（揖斐川支流）南岸の村であった。

## 歴史
- 江戸時代末期、この地域は美濃国池田郡であり、大垣藩領、旗本領であった。
- 1889年（明治22年）7月1日 - 町村制により池田郡宮地村が村制施行。
- 1897年（明治30年）4月1日[1] - 大野郡の一部と池田郡の合併により揖斐郡所属となる。
- 1897年（明治30年）4月1日 - 旧来の宮地村、小牛村、願成寺村、般若畑村、段村、船子村が合併し発足。
- 1955年（昭和30年）4月1日 - 池田町、八幡村と合併し、改めて池田町が発足。同日宮地村廃止。

## 学校
- 揖斐郡学校組合立揖南中学校[2]（現・池田町立池田中学校）
- 宮地村立宮地小学校（現・池田町立宮地小学校）

## 神社・仏閣
- 弓削寺

## 史跡
- 願成寺古墳群[3]